# Вазин
Вазин (араб. وازن‎) — город в муниципалитете Налут, Ливия. Население — 8 541 чел. (на 2010 год). Город расположен недалеко от государственной границы с Тунисом.

## История
21 апреля 2011 года за город Вазин состоялась битва между сторонниками Каддафи и силами оппозиции. Вазин был захвачен повстанцами, сторонники режима Муамара Каддафи бежали в Тунис.